# Češka pošta
Češka pošta (češ. Česká pošta, s. p.) je češko državno poduzeće čija je osnovna djelatnost prijem, slanje i dostava pošte u Češkoj. Ima ukupno 3.349 podružnica pošte širom Češke.

## Povijest
Pošta je osnovana 1. siječnja 1993. u isto vrijeme kad je i Čehoslovačka prestala da postoji. Iste godine počinje uvođenje APOST sustava (automatski poštanski sustav). Godine 1999., uveden je novi sustav sortiranja pošiljki. Godine 2005., Češka pošta postala je akreditirana za upotrebu elektronskih potpisa.

## Poslovanje
Češka pošta ima tri grupe korisnika: privatni korisnici, mala i srednja poduzeća, korporacije i javni sektor. Kao i Hrvatska pošta, Češka pošta pruža usluge slanja novca u zemlji i inozemstvu, usluge direktnog marketinga, hibridne pošte i brze pošte, prodaje proizvoda mobilnih operatera, knjiga itd.

## Vanjske poveznice
- www.cpost.cz
- http://www.praguemonitor.com/en/384/czech_business/25828/%5Bneaktivna+poveznica%5D
- Taylor, Ian. 27. lipnja 2018. New CEO for Czech Post. Post&Parcel (engleski). Pristupljeno 28. lipnja 2018.